# 沃尔夫施卢根
沃尔夫施卢根是德国巴登-符腾堡州的一个市镇。总面积7.12平方公里，总人口6316人，其中男性3081人，女性3235人（2011年12月31日），人口密度887人/平方公里。